# Tóbiás Károly
Tóbiás Károly (Charles Williams Tobias) (Budapest, 1920. november 2. – Kalifornia, 1996. március 6.) magyar születésű amerikai vegyészmérnök, elektrokémikus. A Nemzeti Mérnöki Akadémia tagja volt. A Budapesti Műszaki és Gazdaságtudományi Egyetem díszdoktora.

## Életpályája
1942-ben végzett a Műegyetemen. 1942–1947 között a Tungsram kutatómérnöke volt. 1945–1946 között műegyetemi tanársegédként dolgozott. 1946-ban doktorált. 1947-ben az USA-ba távozott. 1947–1960 között a Kaliforniai Egyetem docense volt. 1954-ben a Lawrence Berkeley Laboratórium tudományos főmunkatársa volt. 1960–1991 között vegyészmérnök professzorként tevékenykedett. 1967–1972 között tanszékvezető, 1991-től nyugdíjas professzor volt. 1970–1971 között az Elektrokémiai Társaság, 1977–1978 között a Nemzetközi Elektrokémiai Társaság elnöke volt. 1993-tól a Magyar Tudományos Akadémia tagja volt. 
Kutatási területe a tömeg és töltésátvitel elektrokémiai rendszerekben, elektrolitikus folyamatok, telepek és tüzelőanyag-cellák tervezése, elektrolízis nem-vizes oldószerekben. Megközelítőleg 150 tudományos értekezés szerzője volt.

## Családja
Szülei: Tóbiás Károly és Milkó Erzsébet voltak. 1950–1981 között Marcia Rous volt a párja. 1982-ben Vörös Klárát vette feleségül. Három gyermekük született: Carla, Eric és Anthony. Testvére, Tóbiás Kornél orvoskutató volt.

## Díjai
- Edward Acheson-díj (1972)
- Henry B. Linford-díj (1982)
- Vittoria De Nora–Diamond Shamrock-díj (1990)
- AICHE Founders-díj (1991)